# 2,8 cm schwere Panzerbüchse 41
2,8 cm schwere Panzerbüchse 41 var ett tyskt pansarvärnsgevär som konstruerades och användes under andra världskriget.

## Konstruktion
Panzerbüchse 41 klassades som ett tungt pansarvärnsgevär trots att det till storlek och vikt närmast var en lätt pansarvärnskanon och likt dessa hade lavett med hjul och rekylsystem. Det som gjorde att den ändå klassades som pansarvärnsgevär var att vapnet riktades och avfyrades för hand.
Vapnet hade en konisk pipa som var 28 mm vid patronläget och 20 mm vid mynningen. Vapnet laddades med kulor med en kärna av volframkarbid omgärdade av en ihålig mantel. När vapnet avfyrades och kulan accelererade genom den koniska pipan klämdes manteln ihop runt kärnan. Resultatet var ett vapen med högt gastryck genom hela avfyrningen vilket gav möjlighet till mycket hög utgångshastighet.
Panzerbüchse 41 hade en horisontell kilmekanism och ett hydrauliskt rekylsystem med återfjädring. Det hade öppna sikten graderade upp till 500 meter och kunde även utrustas med ett kikarsikte med 11 gångers förstoring (som på 3,7 cm PaK 36). Vapnet kunde enkelt tas isär i sex olika delar för transport.
| Amumunition | Vikt  | Mynnings hastighet | Genomslag i pansar vid 30° vinkel | Genomslag i pansar vid 30° vinkel | Genomslag i pansar vid 30° vinkel | Genomslag i pansar vid 30° vinkel | Genomslag i pansar vid 30° vinkel |
| Amumunition | Vikt  | Mynnings hastighet | 100 m                             | 500 m                             | 1000 m                            | 1500 m                            | 2000 m                            |
| ----------- | ----- | ------------------ | --------------------------------- | --------------------------------- | --------------------------------- | --------------------------------- | --------------------------------- |
| Pzgr41      | 0,121 | 1430 m/s           | 60                                | 40                                | 19                                | -                                 | -                                 |

## Utveckling och Produktion

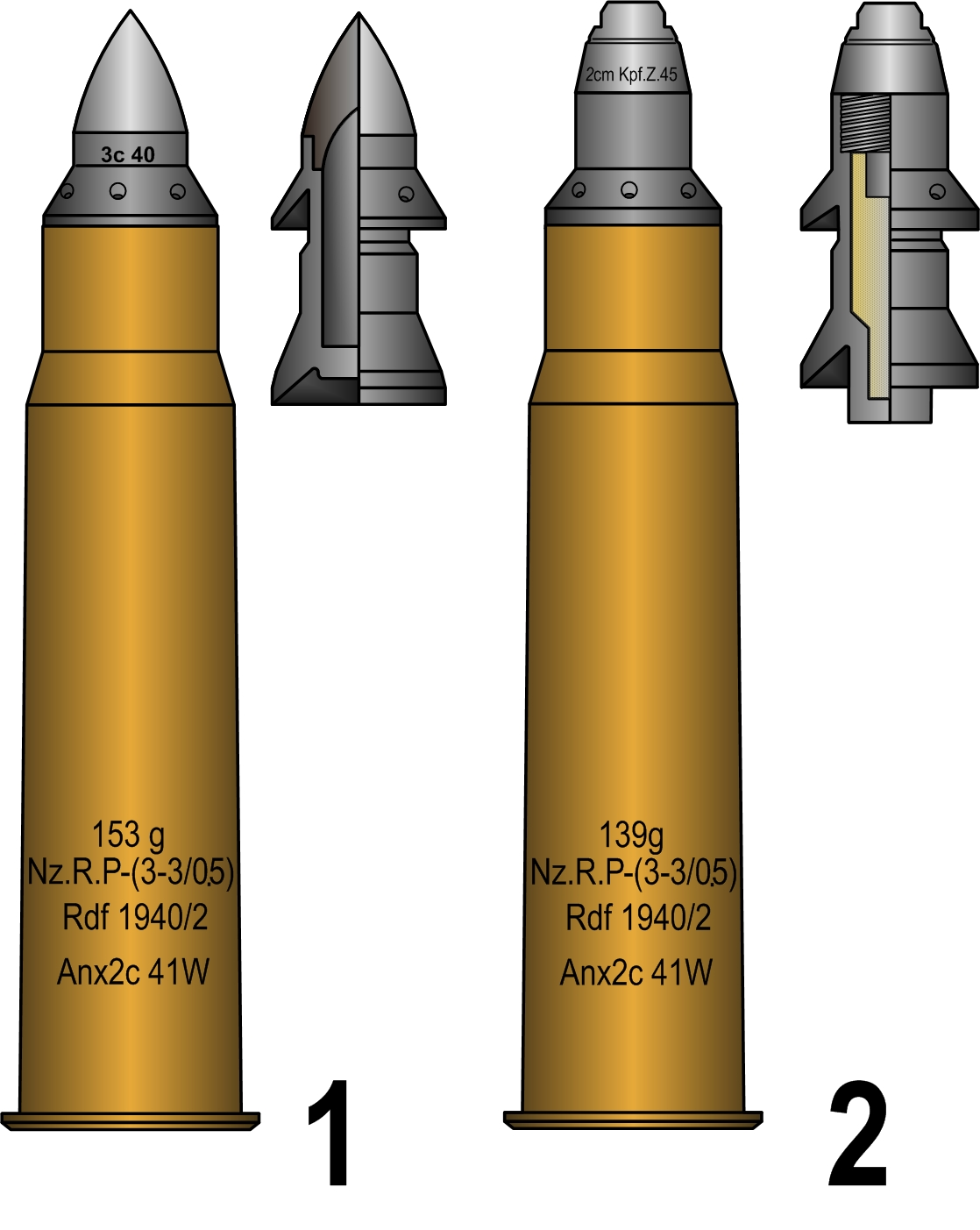
Den säregna ammunitionen till Panzerbüchse 41 hade flänsar som tycktes ihop under avfyrningen av den koniska pipan.

År 1903 patenterade Carl Puff ett eldvapen med konisk pipa. Puff lyckades aldrig få sitt patent att fungera, men det gjorde Hermann Gerlich som på 1920-talet producerade några mycket kraftfulla jaktgevär med konisk pipa under namnet Halger (Halbe & Gerlich). När andra världskriget bröt ut fick Gerlich konstruera pansarvärnsvapen enligt samma princip. Det ena var 2,8 cm Panzerbüchse 41 och det andra var den ännu kraftigare 7,5 cm PaK 41.
På grund av den relativt låga vikten så tilldelades Panzerbüchse 41 spanings- och jägarförband som inte hade möjlighet att släpa med sig tyngre vapen. Till en början blev Panzerbüchse 41 en succé; på kort håll kunde den slå igenom 55 mm pansarstål, lika mycket som den betydligt tyngre och dyrare 5 cm PaK 38. Men den hade också nackdelar; ammunitionen var dyr att tillverka, och än dyrare blev den när krigsindustrin drabbades av brist på volfram. Pipan slets ut fort och hade en livslängd på ungefär 500 skott. Därtill hade den relativt klena projektilen svårt att slå ut pansarfordon även om den kunde slå igenom pansaret.
| 1940 | 1941 | 1942 | 1943 |
| ---- | ---- | ---- | ---- |
| 90   | 339  | 1029 | 1324 |